# Limba eḷu
Limba eḷu (nume scris și: helu sau hela) este o o limbă indo-ariană mijlocie din secolul al III -lea î. e. n.. Ea este strămoșul limbii singaleze.